# Ossarium a pomník prusko-rakouské války roku 1866
Ossarium a pomník prusko-rakouské války jsou pomníky vztahující se k prusko-rakouské válce v roce 1866. Nachází se na návrší nedaleko chlumského hřbitova a Muzea války 1866, v centru parkově upraveného obdélného pozemku. Pozemek náleží k obci Lípa. Přístupová polní cesta vede od hřbitova obce Chlum přes areál ossaria k hlavní silnici I/35. V ossariu jsou ukládány pozůstatky padlých vojínů v bitvě u Hradce Králové, která se odehrála 3. července 1866. Areál je od roku 1958 chráněn jako nemovitá kulturní památka ČR.

## Popis
Ossarium (kostnice) s novogotickým baldachýnem bylo zhotoveno z hořického pískovce. Sarkofág je žulový. Návrh kostnice zhotovil vídeňský architekt a vrchní stavební rada Friedrich von Schmidt. Realizace ossaria se ujala hořická kamenická škola po vedením Františka Vondráčka. Původní ossarium byla vysvěceno 2. listopadu 1899. Pro svůj špatný stav muselo být v roce 1936 obnoveno.
Dne 20. dubna 2016 bylo ossarium otevřeno za dohledu odborných pracovníků Muzea východních Čech v Hradci Králové, pracovníků Národního památkového ústavu a pracovníků Královéhradeckého kraje. Na vyzdvižených ostatcích byla provedena odborná antropologická analýza pracovníky Kriminalistického ústavu Policie České republiky. Další nalezené artefakty byly umístěny do podsbírky Militarií v Muzeu východních Čech v Hradci Králové.
V ose areálu stojí centrální pseudogotický kříž, který je jednou z nejstarších památek na královéhradeckém bojišti. Umístěn byl již roku 1866, vysvěcen 12. května 1867. Jedná se o litinový kříž, který byl vyroben ve slévárně v Novém Jáchymově, s pozlaceným korpusem Krista věnovaný knížetem Maxmiliánem Egonem I. z Fürstenbergu a jeho manželkou Leontinou. Po jeho stranách jsou umístěny dvě sochy lvů v životní velikosti z mušlového vápence, které střeží přístup k ossariu. Byly přivezeny v roce 1900 a v roce 2006 byly za podpory Ministerstva obrany České republiky restaurovány.
V závěru pozemku se nalézá žulový pomník ve tvaru skály věnovaný generálu jízdy princi Vilému ze Schaumburg-Lippe – prvnímu protektorovi Ústředního spolku pro udržování vojenských pomníků. Portrét Viléma ze Schaumburg-Lippe zhotovil Moriz Černil z Hořic. Pomník byl slavnostně odhalen 24. května 1908. V letech 1997 a 2007 byl kovový portrét z pomníku ukraden a v obou případech nahrazen.
Prostor s několika pomníky je součástí Naučné stezky Centrální bojiště Chlum.

## Galerie

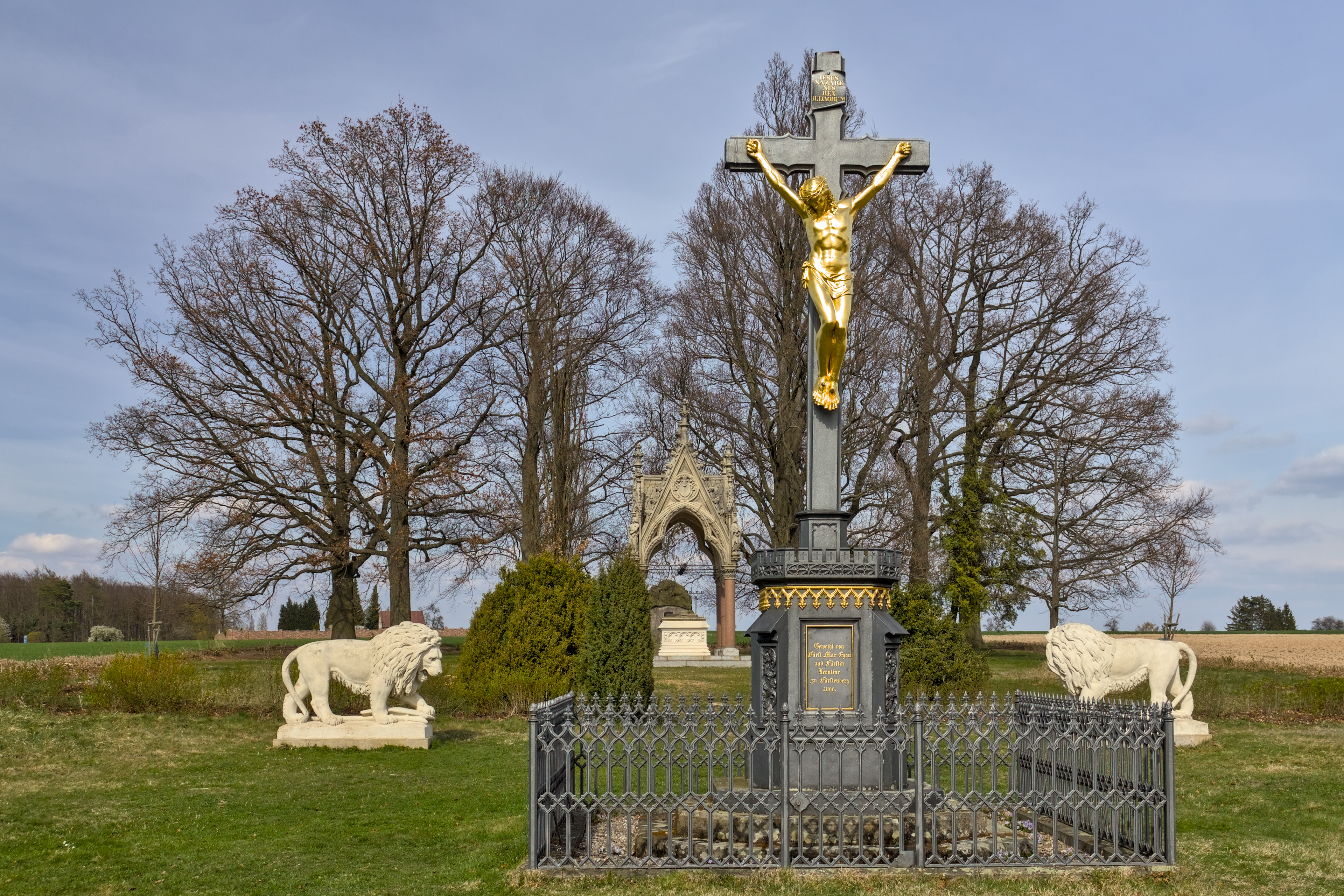
centrální litinový kříž a sochy lvů
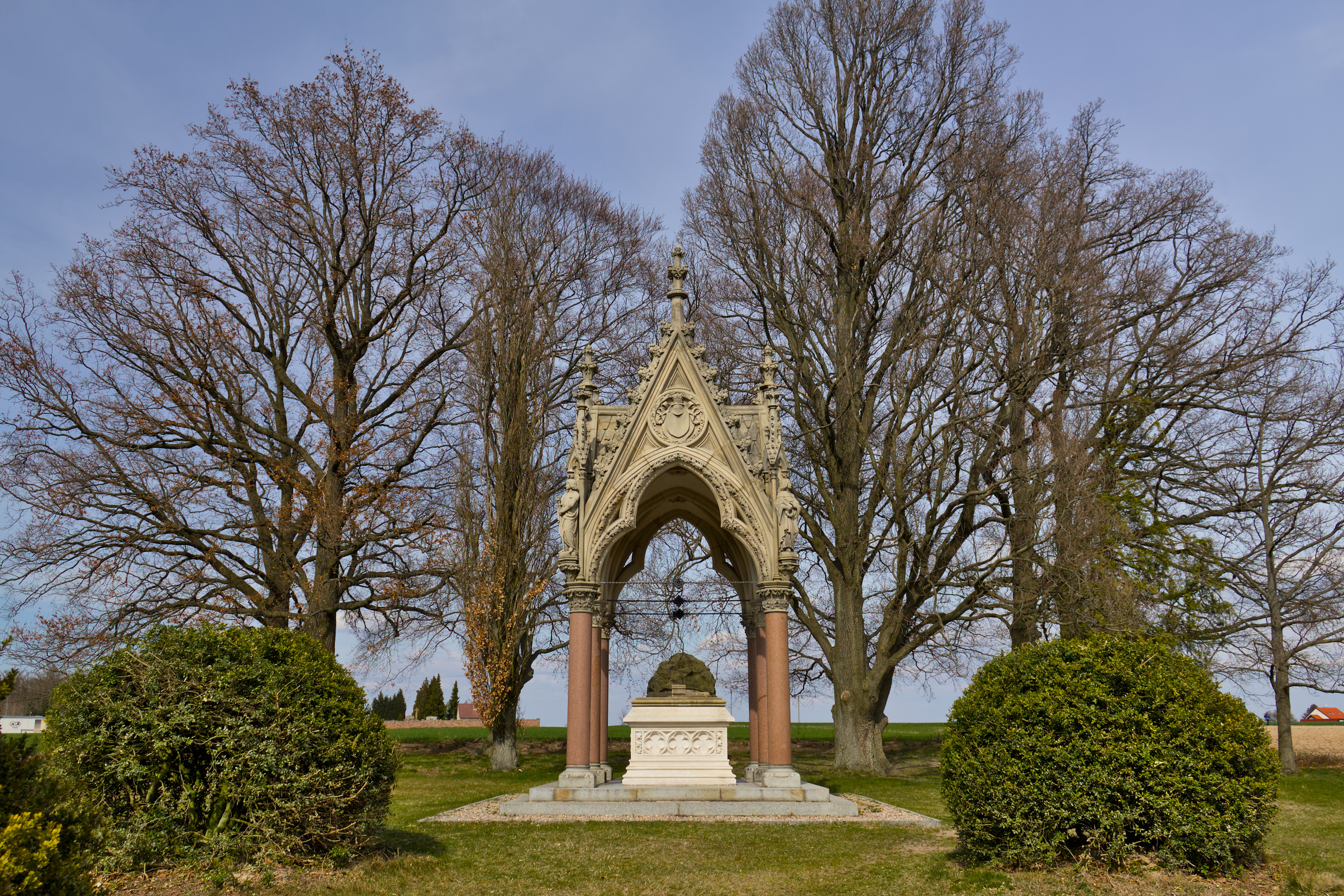
novogotické ossarium
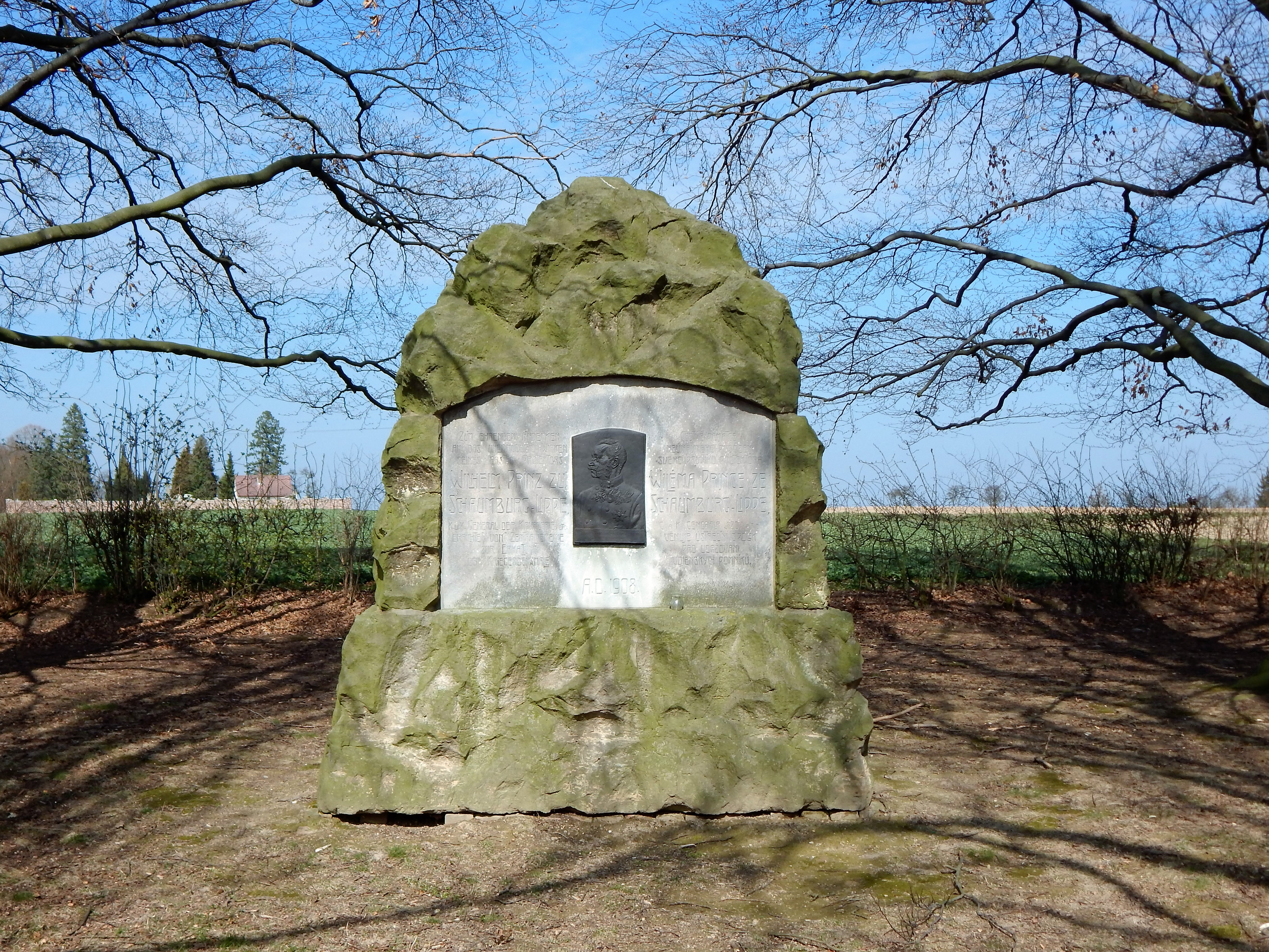
pomník Viléma prince ze Schaumburg Lippe